# Ґлембочек (Накельський повіт)
Ґлембочек (пол. Głęboczek, нім. Waltersruh) — село в Польщі, у гміні Шубін Накельського повіту Куявсько-Поморського воєводства.
У 1975-1998 роках село належало до Бидгощського воєводства.